# Nyáregyháza
Nyáregyháza is een plaats (község) en gemeente in het Hongaarse comitaat Pest. Nyáregyháza telt 3895 inwoners (2007).

## Voetnoten
1. 1 2  2007-es KSH-adatok